# Бжовский, Юзеф
Ю́зеф Бжо́вский, Иосиф Бржовский (пол. Józef Brzowski; 22 ноября 1805, Варшава — 3 декабря 1888, Варшава) — польский композитор, виолончелист и дирижёр.

## Биография
Юзеф Бжовский учился в Варшавском лицее, занимался музыкой под руководством мужа своей старшей сестры Кароля Курпиньского, затем с 1821 года учился в Варшавской консерватории у Вильгельма Вюрфеля (гармония) и Юзефа Вагнера (виолончель), хорошо владел также и фортепиано.
С 1824 года играл на виолончели в оркестре оперного театра, с 1827 г. был корепетитором и ассистентом дирижёра балетной труппы, в 1830—1833 гг. дирижировал балетными спектаклями. В 1833 г. отказался от работы в оркестре и сосредоточился на сольных выступлениях и композиции, а также педагогической деятельности; в том же году состоялась премьера его первой оперы «Граф Веселинский» (пол. Hrabia Weseliński, либретто Л. Дмушевского). В середине 1830-х гг. много путешествовал, в том числе с гастролями, по Франции и Германии, в Париже приятельствовал с Фридериком Шопеном (позднее опубликовал фрагменты своего дневника, связанные с Шопеном). С 1861 г. инспектор Института музыки в Варшаве, с 1866 г. вёл класс фортепиано для вокалистов. Как и ряд других польских музыкантов, в том числе братья Венявские, в 1860—70-е гг. был связан с бельгийской музыкальной сценой, с успехом исполнял свои произведения в Брюсселе. Сотрудничал с варшавской прессой как музыкальный критик. Среди учеников Бжовского была и его дочь, Ядвига Бжовская.

## Сочинения
Среди наиболее заметных сочинений Бжовского — «Драматическая» симфония (конец 1830-х гг., полностью исполнена в 1879 г.), Ноктюрн и рондо для фортепиано с оркестром (посвящённое Роберту Шуману), Реквием (1845), Торжественная месса (1861), Te Deum (1867), несколько камерных ансамблей, фортепианная и вокальная музыка.